# Антипін Іван Олексійович
Іва́н Олексі́йович Анти́пін (1921—2005) — льотчик 667-го штурмового авіаційного полку 292-ї штурмової авіаційної дивізії 1-го Штурмового Авіаційного Корпусу 5-ї Повітряної армії 2-го Українського фронту, лейтенант, учасник Другої світової війни, Герой Радянського Союзу.

## Біографія
Народився 11 вересня 1921 року в селі Красний Зілім, нині Архангельського району Башкортостану в сім'ї селянина. Росіянин.
Закінчив 9 класів. Потім за спеціальним комсомольським набором поступив вчитися в аероклуб міста Бєлорєцька.
До Червоної армії призваний у квітні 1941 року Архангельським райвійськкоматом Башкирської АРСР. Закінчив Свердловську військову авіаційну школу пілотів (1941). На фронтах Другої світової війни з жовтня 1942 року.
Льотчик 667-го штурмового авіаційного полку 292-ї штурмової авіаційної дивізії 1-го Штурмового авіаційного корпусу 5-ї Повітряної армії лейтенант Іван Антипін до початку 1944 року зробив 89 успішних бойових вильотів на штурмовку живої сили і техніки противника, брав участь у 16 повітряних боях, в яких особисто збив «Ю-87» і в групі — 6 ворожих літаків. Знищив 20 танків, 125 автомашин з живою силою і вантажами, 8 зенітно-артилерійських батарей, підірвав 3 склади з пальним, 2 склади з боєприпасами, 9 автоцистерн з пальним і до 500 солдатів і офіцерів ворога.
Після війни І. О. Антипін продовжував службу у ВПС СРСР. Член ВКП(б)/КПРС з березня 1945 року. У 1949 році закінчив Вищу офіцерську школу штурманів, а в 1956 році — Військово-повітряну академію.
З 1968 року полковник Антипин І. О. в запасі, а потім у відставці. Жив у місті Луцьку Волинської області України. Заслуженому ветерану урядом України присвоєно військове звання «генерал-майор».
Антипін І. О. помер 21 грудня 2005 року. Похований у Луцьку 23 грудня 2005 року.

## Нагороди
- Звання Героя Радянського Союзу з врученням ордена Леніна і медалі «Золота Зірка» (№ 1978) лейтенанту Антипину Івану Олексійовичу присвоєно Указом Президії Верховної Ради СРСР від 1 липня 1944 року
- Орден Леніна (01.07.1944)
- Орден Червоного Прапора (01.09.1943)[1]
- Орден Червоного Прапора (30.09.1943)[2]
- Орден Олександра Невського (22.02.1945)[3]
- Орден Вітчизняної війни 1-го ступеня (12.02.1944)[4]
- Орден Вітчизняної війни 1-го ступеня (06.04.1985)[5]
- Орден Вітчизняної війни 2-го ступеня (06.08.1944)[6]
- Орден Червоної Зірки
- Медалі

## Пам'ять
- Ім'я Героя увічнено на гранітній стелі у Парку Перемоги в Уфі і на меморіальній дошці в Бєлорєцьку.
- Бюст у Парку Перемоги в селі Архангельському.